# Saint-Loup-Cammas
Saint-Loup-Cammas is een gemeente in het Franse departement Haute-Garonne (regio Occitanie). De plaats maakt deel uit van het arrondissement Toulouse. Saint-Loup-Cammas telde op 1 januari 2022 2.343 inwoners.

## Geografie
De oppervlakte van Saint-Loup-Cammas bedroeg op 1 januari 2022 3,65 vierkante kilometer; de bevolkingsdichtheid was toen 641,9 inwoners per km².

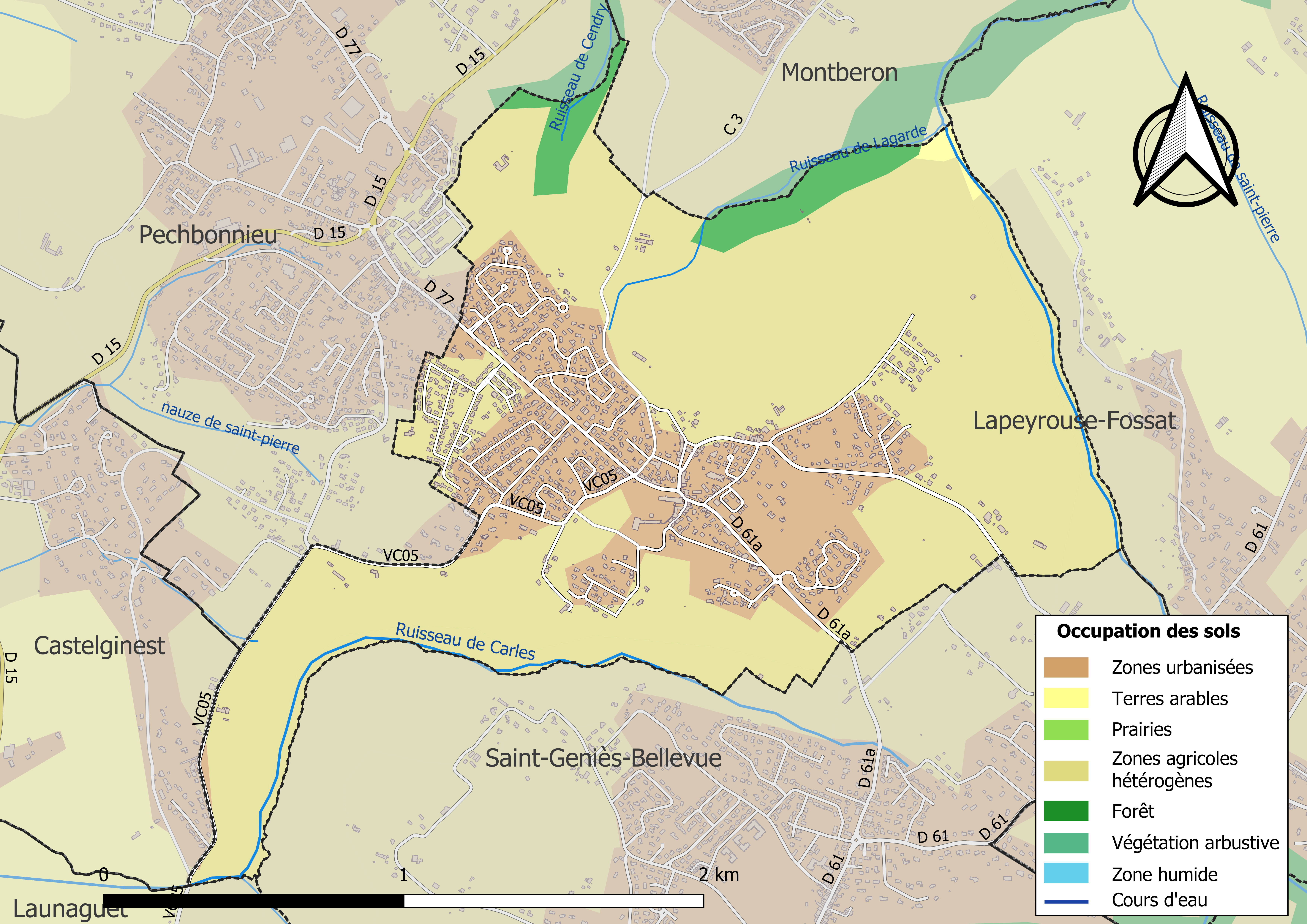
Kaart van de gemeente met belangrijkste infrastructuur, bodemgebruik en omliggende gemeenten

## Demografie
De figuur toont het verloop van het inwonertal (bron: INSEE-tellingen).